# هویج اطلس

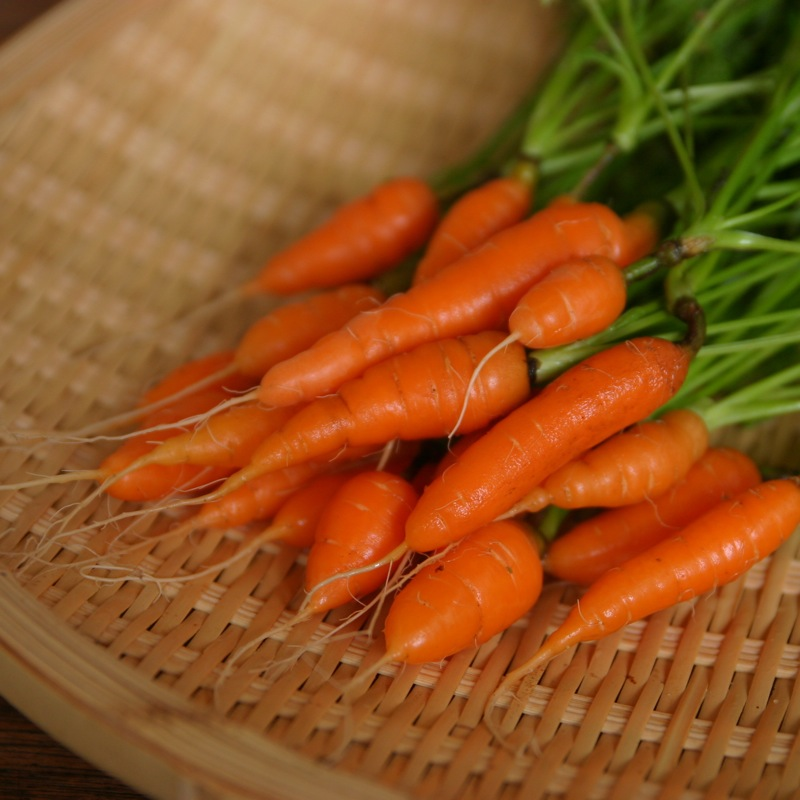
هویج اطلس

هویج اطلس یا بچه هویج هویجی‌ است که قبل از رسیدن به رشد کامل و در اندازه‌های کوچک کنده و فروخته می‌شود.هویج اطلس بریده شده تکهٔ کوچک و بریده شدهٔ یک هویج بزرگتر است .هویج‌های اطلس بریده شده اغلب با نام هویج اطلس فروخته می‌شوند که منجر به سردرگمی احتمالی می‌شود.